# Sumu-la-El

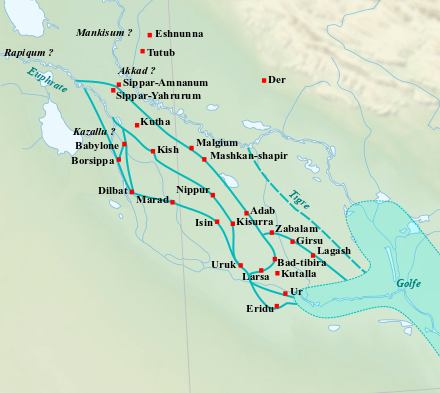
Mapa ważniejszych miast południowej Mezopotamii w 1. połowie II tys. p.n.e.

Sumu-la-El (Sūmû-la-Il) – drugi król z I dynastii z Babilonu, syn i następca Sumu-abuma, panował przez 36 lat (1881–1845 p.n.e. – chronologia średnia).
Władcy temu udało się podbić sąsiednie Kisz i Sippar, gdzie osadził na tronie swego syna Sabium. Toczył też ze zmiennym szczęściem wojnę z Sin-iddinamem, królem Larsy.
Córką Sumu-la-Ela była Szallurtu, która wydana została za mąż za Sin-kaszida, króla Uruk.